# Drahomír Koudelka
Drahomír Koudelka (26. května 1946 Krasová – 19. srpna 1992 Luleč) byl český volejbalista, reprezentant Československa, člen bronzového týmu na LOH 1968 v Mexiku. Kromě toho vyhrál v roce 1966 mistrovství světa a dvakrát byl vicemistrem Evropy (1967 a 1971).

## Účast na LOH
- LOH 1968 – 3. místo
- LOH 1972 – 6. místo
- LOH 1976 – 5. místo